# Rakytov (dopływ Harmanca)
Rakytov – potok będący prawym dopływem potoku Harmanec na Słowacji. Jego zlewnia znajduje się w Wielkiej Fatrze, w jej podjednostce Bralná Fatra. Potok wypływa trzema ciekami w dolinkach wcinających się w południowe zbocza grzbietu łączącego szczyty Črchľa (1207 m) i Kelnerová (1007 m). 
Rakytov spływa dnem doliny Rakytov w południowym kierunku. Uchodzi do Harmanca we wsi Dolný Harmanec na wysokości około 550 m. Cała jego zlewnia to całkowicie porośnięta lasem dolina Rakytov. 

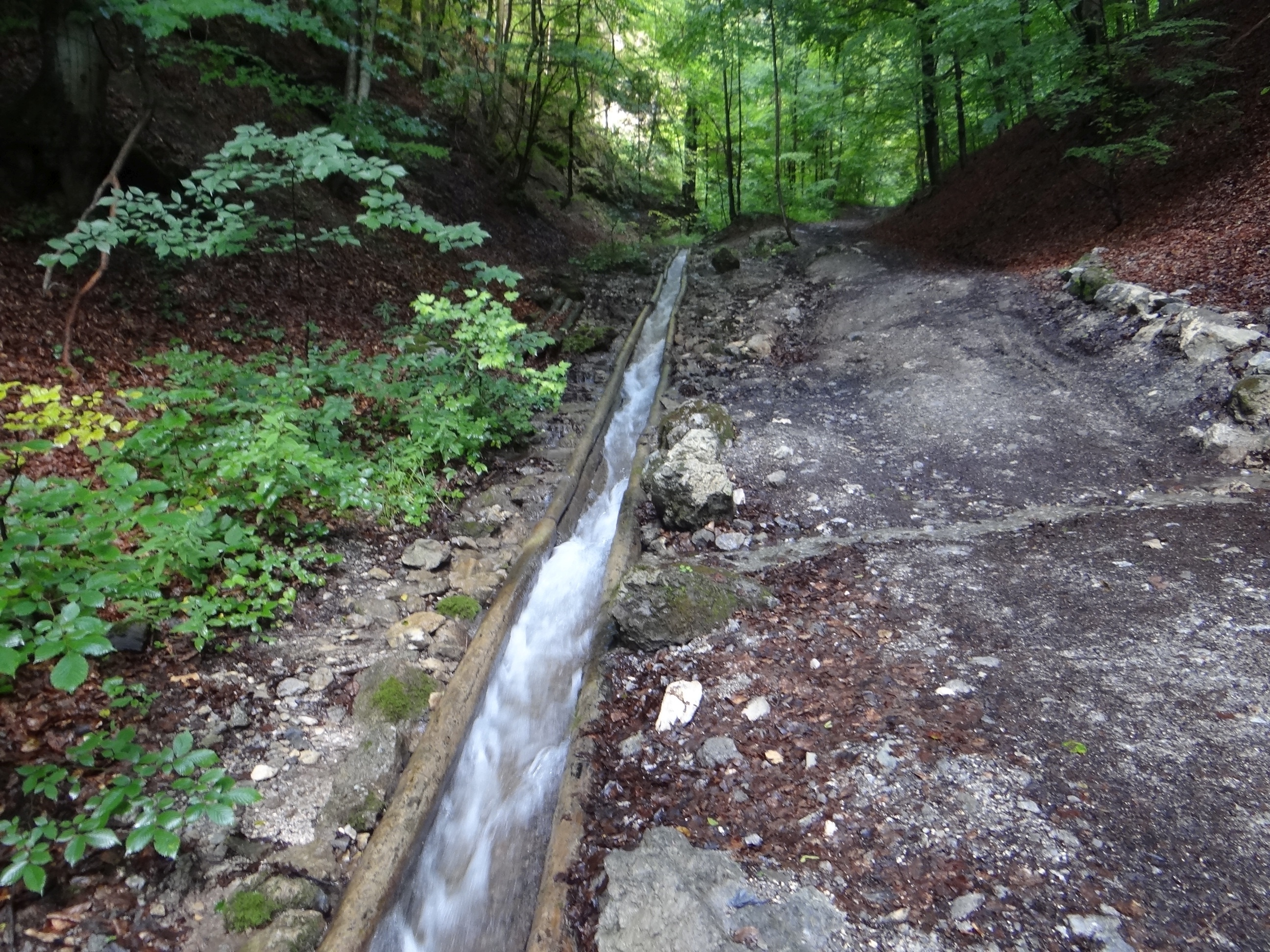
Obudowane koryto potoku
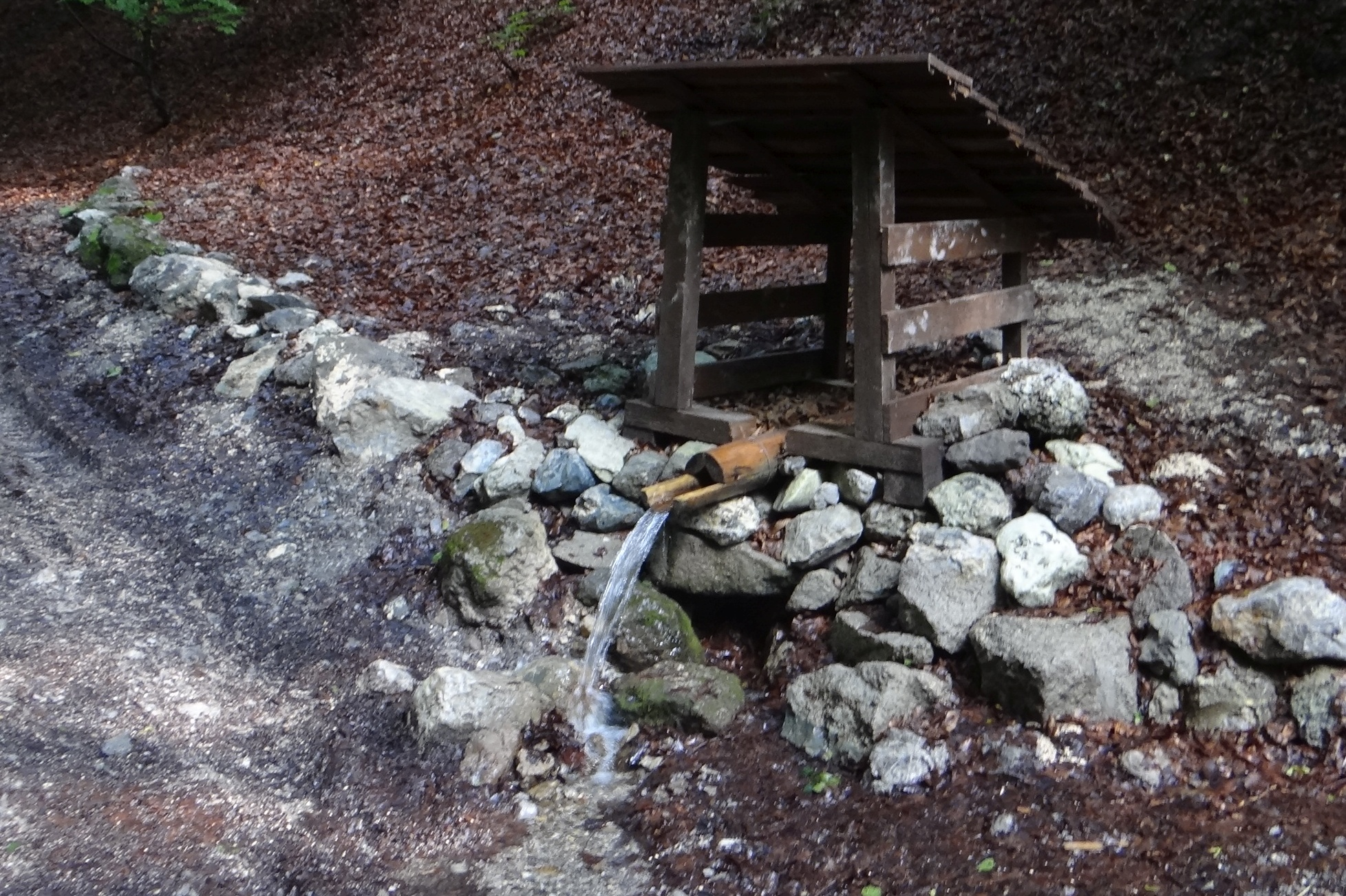
Jedno ze źródeł potoku
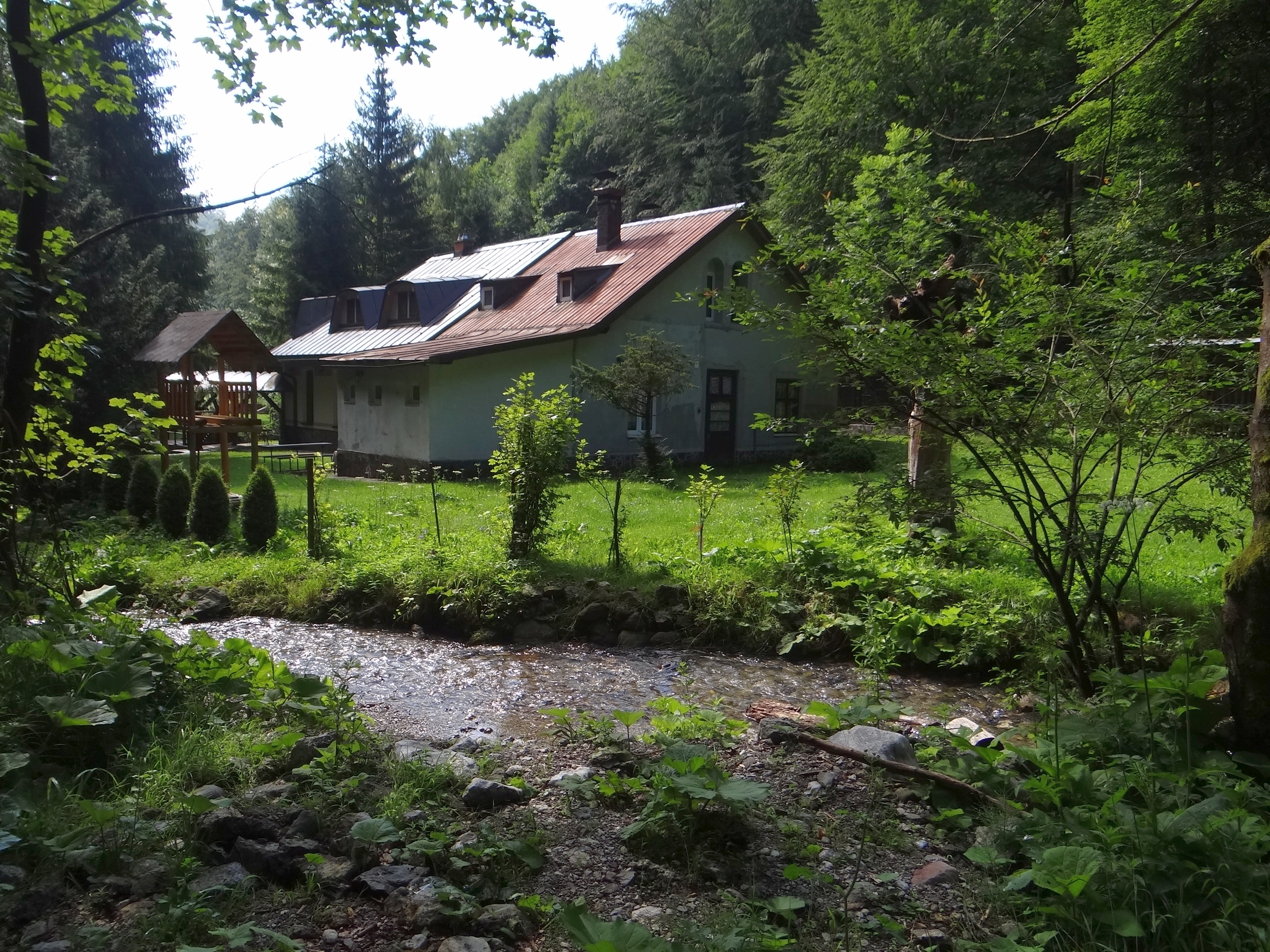
Ujście Rakytova do Harmaneca przy dawnej elektrowni